# Nebulosa fosca

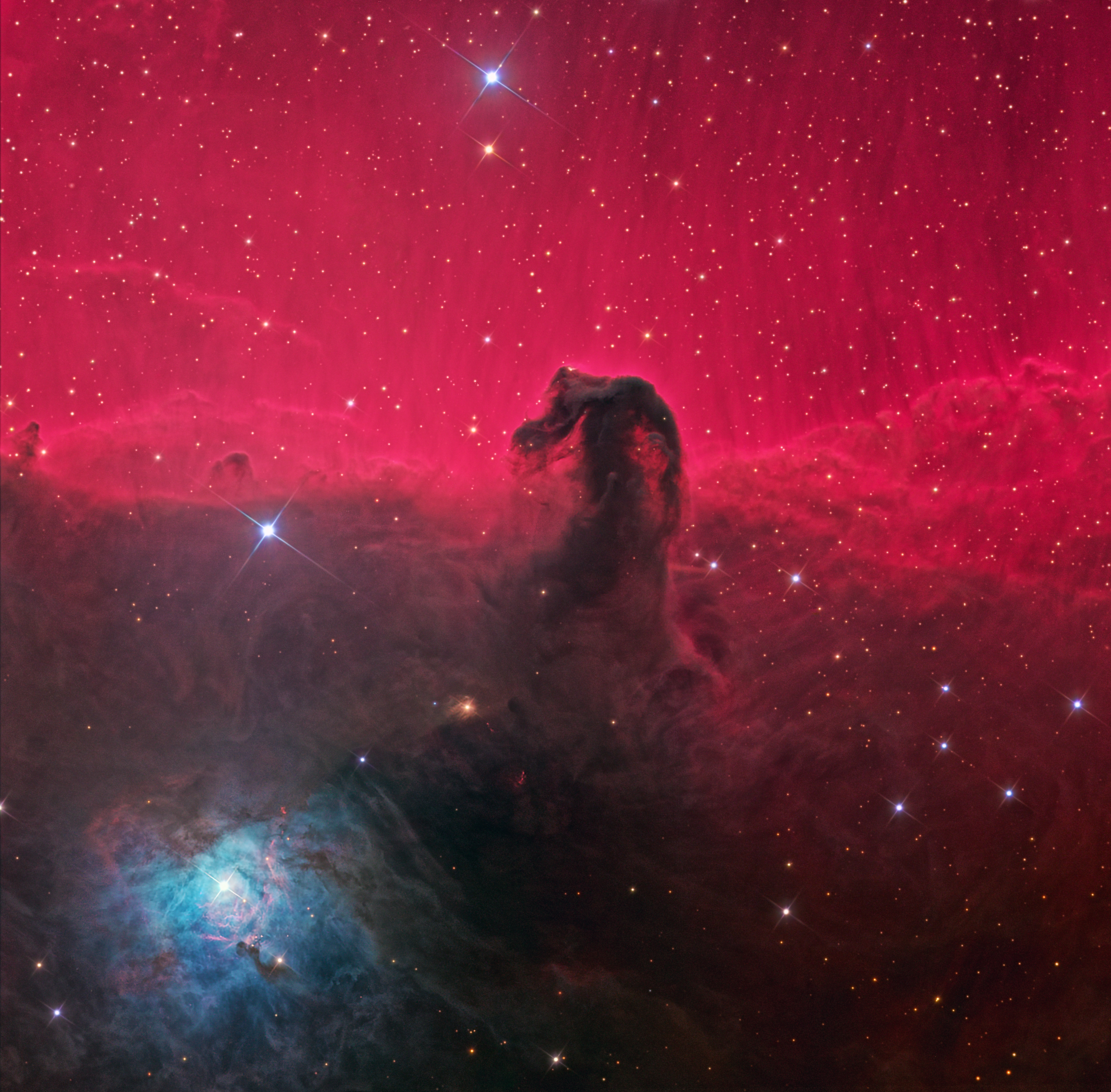
Imatge de la coneguda nebulosa fosca del Cap de cavall, a la constel·lació d'Orió

Una nebulosa fosca o nebulosa d'absorció és un tipus de núvol interestel·lar fosc que bloqueja la llum procedent dels estels, de les nebuloses d'emissió o de reflexió que hi hagi darrere seu. En astronomia aquesta absorció de la llum s'anomena extinció. Aquest tipus de nebuloses només es poden observar com a extrusions fosques, com una silueta, contra les nebuloses brillants que hi hagi al seu darrere, o com a regions buides o amb molt pocs estels en una regió brillant del cel. La forma d'aquests núvols foscos és molt irregular, no presenten uns límits clarament definits i de vegades prenen formes serpentejants i enrevessades. A les galàxies externes s'observen sovint contra els braços espirals i apareixen com a bandes fosques.
La seva mida oscil·la entre els minúsculs glòbuls de Bok fins a estructures visibles a ull nu com la nebulosa del Sac de Carbó a la Creu del Sud o el gegantí núvol complex de Rho Ophiuchi que abasta 10.000 graus quadrats, el 2% del cel.
Malgrat que l'absorció és causada per la pols interestel·lar, a la seva composició hi predomina l'hidrogen molecular. La pols només suposa el 0,1% de la massa d'una nebulosa fosca, però es creu que té un paper important en la formació de molècules a l'espai, atès que la superfície de les partícules de pols ofereixen un lloc als àtoms on adherir-se i combinar-se en molècules. L'interior d'aquests núvols és força fred, típicament de només 10 K, que els permet de col·lapsar sota la seva pròpia gravetat en estels.
Atès que no ofereixen característiques visibles, que es puguin observar amb dispositius òptics, el seu estudi s'ha de fer sobre la base de les seves emissions de radiació infraroja, astronomia infraroja, i de ràdio, radioastronomia.